# Listă de conducători de stat din 480
476 - 477 - 478 - 479 - 480 - 481 - 482 - 483 - 484
Aceasta este o listă a conducătorilor de stat din anul 480:

## Europa
- Anglia, statul anglo-saxon Deira: Soemil (rege, după 450) (?)
- Anglia, statul anglo-saxon Kent: Hengest (rege, 455-488)
- Anglia, statul anglo-saxon Sussex: Aelle (rege, 477-cca. 514?)
- Bizanț: Zenon (împărat din dinastia Leoniană, 474-475, 476-491)
- Burgunzii: Godegisel (conducător, 473-501) și Gundobad (conducător, 478/480-516)
- Francii: Childerich I (rege din dinastia Merovingiană, cca. 457-481 sau 482)
- Gruzia: Vakhtang I Gorgasal (suveran, 447-522)
- Heruli: Odoacru (rege, 476-493)
- Longobarzii: Godehoc (rege din dinastia Lethingilor, cca. 480)
- Ostrogoții: Theodoric cel Mare (rege, 474-526)
- Scoția, statul picților: Drust al II-lea Gurthinmoch (rege, cca. 465-cca. 495)
- Scoția, statul celt Dalriada: Fergus Mor mac Erca (rege, 474? sau 498?-501?) (?)
- Statul papal: Simplicius (papă, 468-483)
- Suevii: Remismund sau Teudemund sau Remismund al II-lea sau Hermenric al II-lea (rege) (?)
- Vandalii: Huniric (rege, 477-484)
- Vizigoții: Euric (rege, 466-484)

## Africa
- Bizanț: Zenon (împărat din dinastia Leoniană, 474-475, 476-491)
- Vandalii: Huniric (rege, 477-484)

## Asia

### Orientul Apropiat
- Bizanț: Zenon (împărat din dinastia Leoniană, 474-475, 476-491)
- Persia: Peroz (Firuz) (suveran din dinastia Sasanizilor, 459-484)

### Orientul Îndepărtat
- Cambodgia, statul Fu Nan: Jayavarman (Șeyebamo)(rege din a doua dinastie Kaundinya, cca. 478-cca. 514)
- Cambodgia, statul Tjampa: necunoscut (rege din a treia dinastie a tjampilor) (până în cca. 510)
- China: Xiao Daocheng (Gaodi) (împărat din dinastia Qi) (479-482)
- China: Xiaowen Di (împărat din dinastia Wei de nord, 471-499)
- Coreea, statul Koguryo: Changsu (Koyon) (rege din dinastia Ko, 413-491)
- Coreea, statul Paekje: Tongsong (rege din dinastia Ko, 479-501)
- Coreea, statul Silla: Soji (rege din dinastia Kim, 479-500)
- India, statul Magadha: Buddha Gupta (suveran din dinastia Gupta, 477-495)
- India, statul Pallava: Skandavarman al IV-lea (rege din prima dinastie, cca. 460-cca. 480) și Nandivarman I (rege din prima dinastie, cca. 480-cca. 500)
- Japonia: Seinei (împărat, 480-484)
- Sri Lanka: Kașyapa (Kassapa) I (rege din dinastia Moriya, 477-495)